# Smrkovice
Smrkovice jsou vesnice, část města Písek ve stejnojmenném okrese v Jihočeském kraji. Leží přibližně tři kilometry jižně od města.

## Historie
První písemná zmínka o vesnici pochází z roku 1253, kdy král Václav I. potvrdil vlastnictví vsi pražským křižovníkům. V 14. století byla ves přičleněna k majetku města Písku až do roku 1848. Díky držení a blízkosti opevněného města se ve vesnici brzy proměnila výstavba z dřevěných obydlí na stavby zděné. Toto tvrzení je podložené katastrem map z roku 1837, kde je převážná část vesnických stavení vedená jako nespalná. Za třicetileté války utrpěla ves značné ztráty. V 19. století vznikly samoty Na Boubíně.

## Obyvatelstvo
| Rok            | 1869 | 1880 | 1890 | 1900 | 1910 | 1921 | 1930 | 1950 | 1961 | 1970 | 1980 | 1991 | 2001 | 2011 | 2021 |
| -------------- | ---- | ---- | ---- | ---- | ---- | ---- | ---- | ---- | ---- | ---- | ---- | ---- | ---- | ---- | ---- |
| Počet obyvatel | 419  | 530  | 506  | 546  | 553  | 551  | 533  | 503  | 523  | 421  | 436  | 397  | 381  | 499  | 590  |
| Počet domů     | 52   | 75   | 79   | 82   | 90   | 99   | 117  | 132  | 137  | 132  | 133  | 164  | 171  | 201  | 236  |

## Obecní správa
Při sčítání lidu v letech 1850–1975 Smrkovice byly samostatnou obcí v okrese Písek. Od 1. ledna 1976 jsou částí města Písek ve stejnojmenném okrese.

## Pamětihodnosti
- Jihovýchodně od vesnice se nachází návrší s pozůstatky středověkého tvrziště Zámek.
- Smrkovice byly vyhlášeny vesnickou památkovou zónou roku 1995.[8]
- Nejznámější památkou lidové architektury je usedlost čp. 23 s křídlovým štítem, která se nachází na návsi nad kaplí Panny Marie. K usedlosti je připojena podsklepená sýpka se střílnovými otvory. V devadesátých letech 20. století byla nalezena středověká fasáda, která je zdobená rytím, dekorativními vlysy, motivem betlémské hvězdy a dvojicí lidských postav. Sýpka je datovaná do roku 1646. Podobná sýpka se nalézá v severozápadním rohu návsi.[4]
- Další usedlosti s křídlovými štíty jsou také poblíž návsi. Jedná se o stavení čp. 12 a 13. Dům čp. 12 má menší štít. Dům čp. 13 má zdobnější plochu štítu. Usedlost čp. 16 má secesní štít a vjezd do dvora vede přes bránu. Usedlosti s branou se dochovaly v západní části návsi.[4]
- Kaple se zvoničkou ve vesnici na návsi je zasvěcena Panně Marii a je z první poloviny 19. století.[9]
- Vedle návesní kaple se nachází kříž v ohrádce.
- Proti návesní kapli se nachází památník obětem první světové války.
- Kříž rodiny Krejčovy z roku 1908 ve vesnici na křižovatce směrem k Hůrkám.
- Kříž ve vsi z roku 1912 na křižovatce ulic Polní a Šibánky.

## Galerie

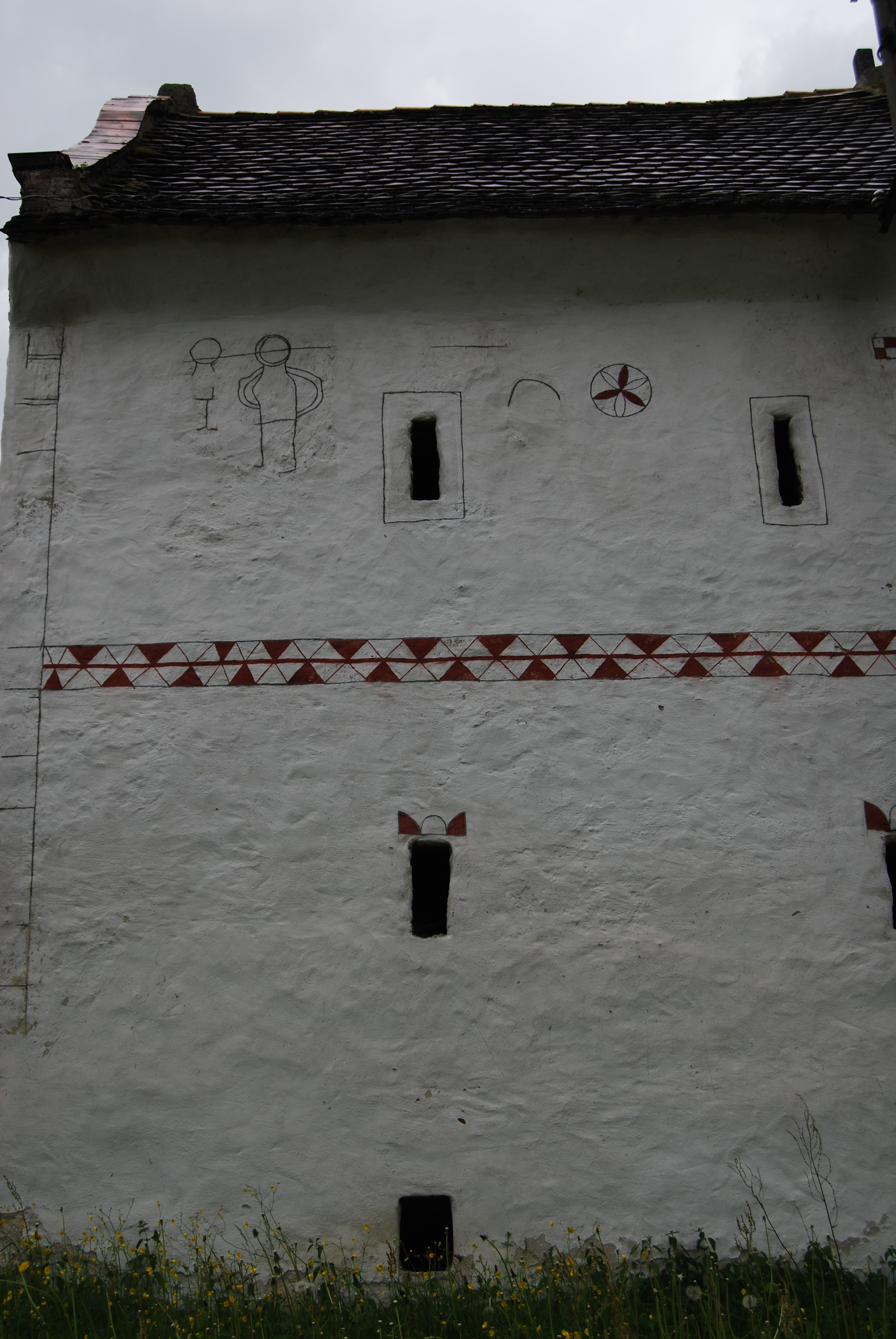
Výmalba sýpky
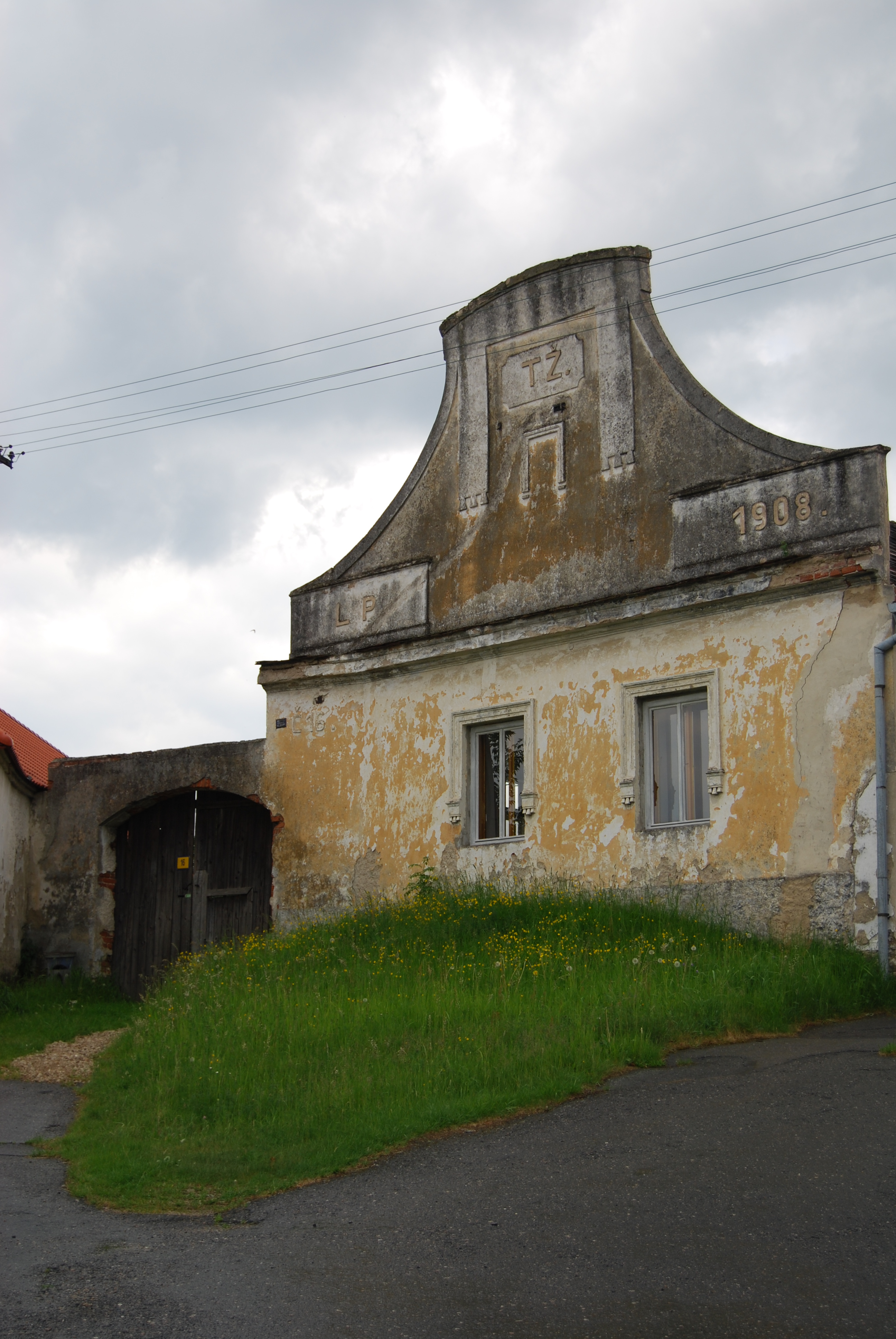
Dům čp. 13
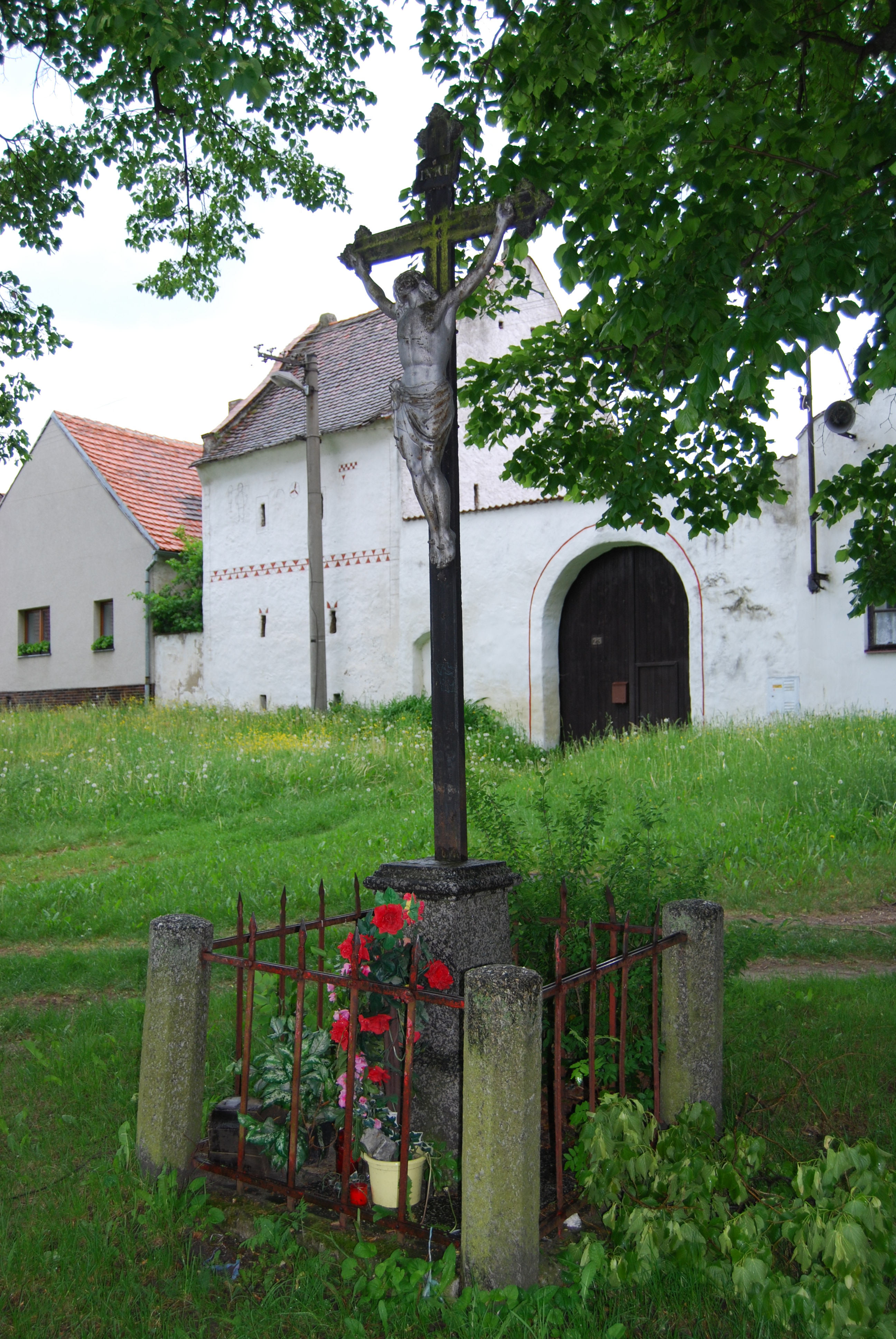
Kříž před návesní kaplí
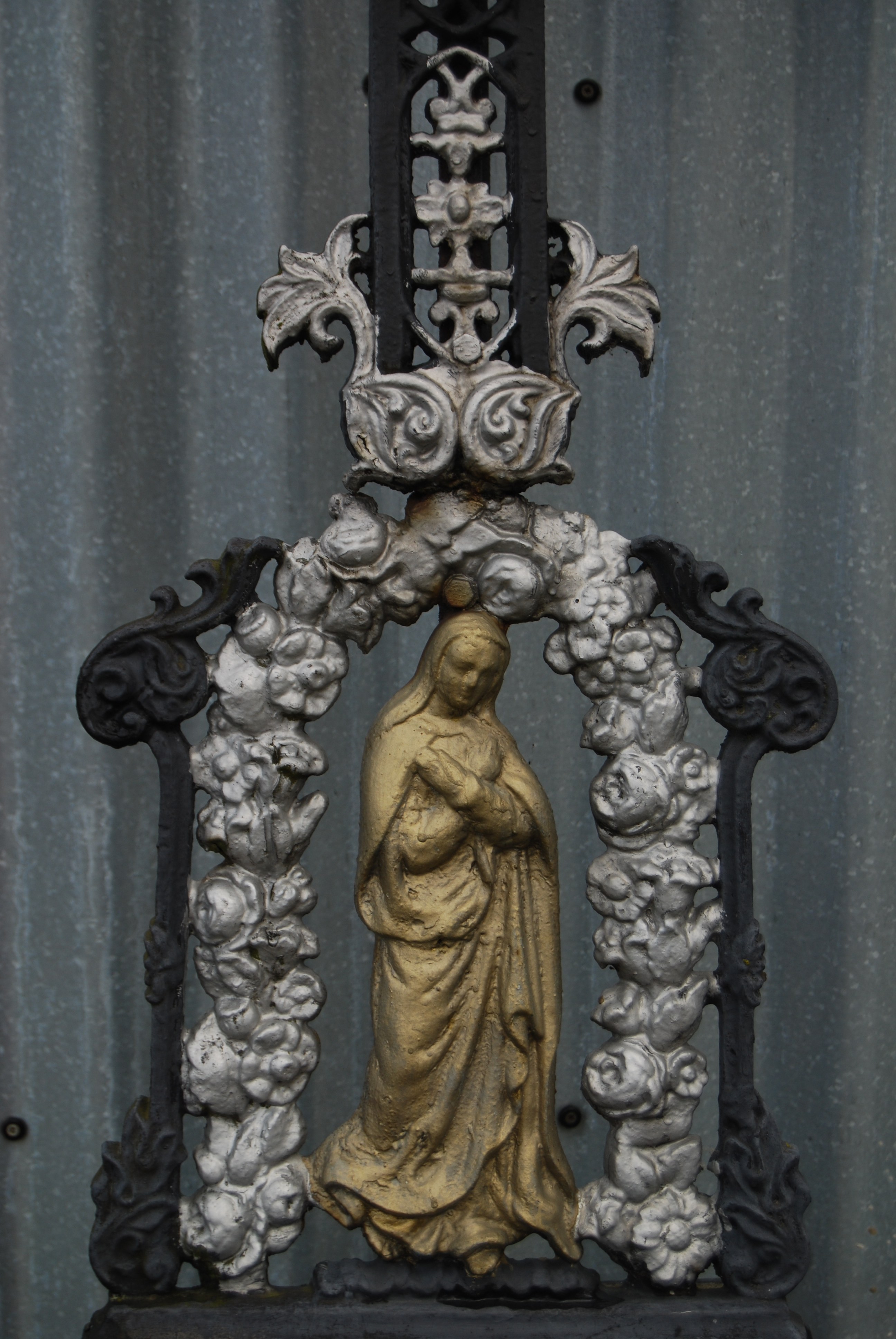
Detail Krejčova kříže